# Fiat 850 Spider
La Fiat 850 Spider è una vettura scoperta commercializzata dalla casa torinese FIAT dal 1965 al 1973.

## Storia

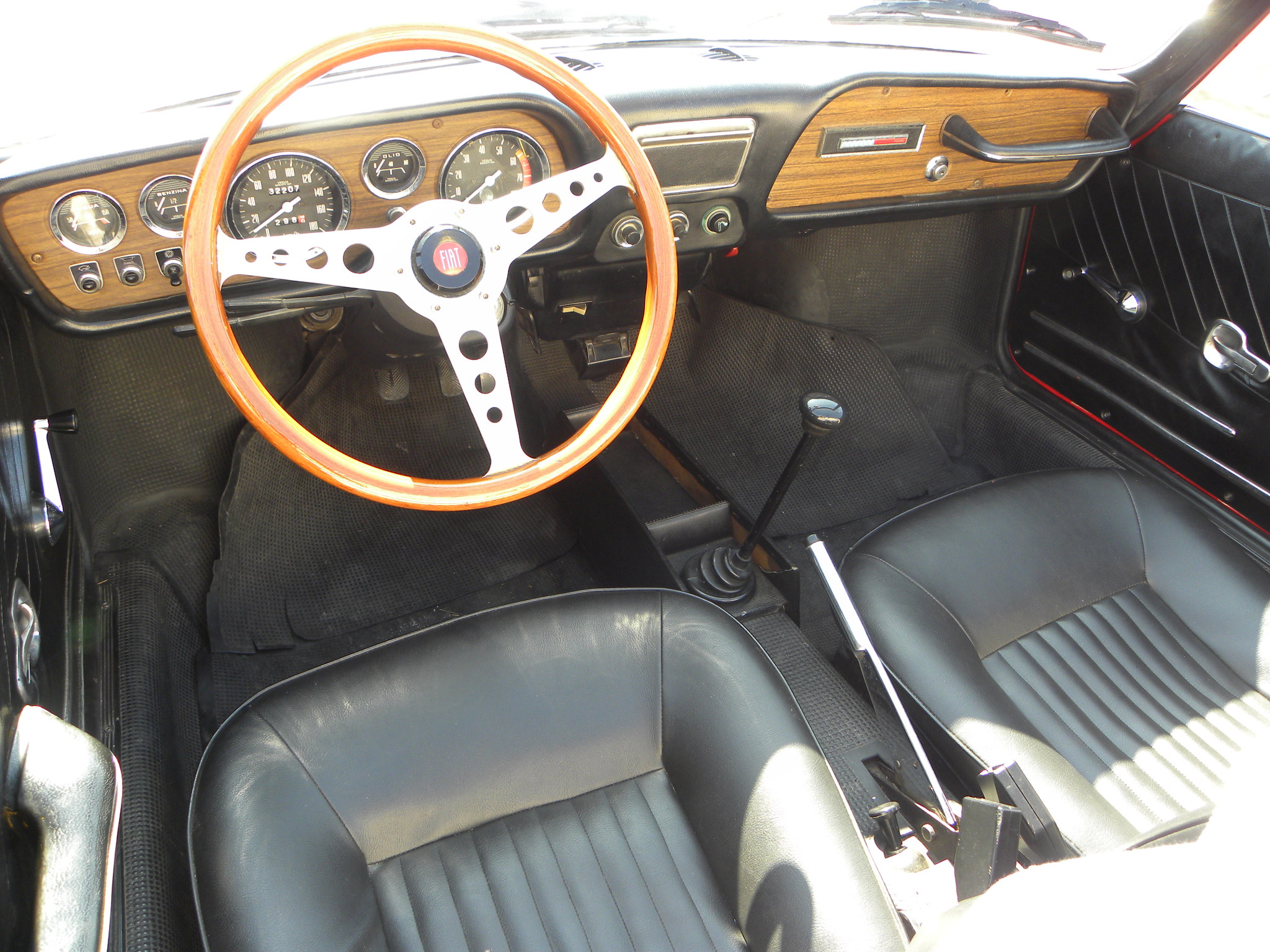
Fiat 850 spider 1965 interni

Nata da un'idea di Bertone e disegnata da Giorgetto Giugiaro, la 850 Spider graziosa e piena di brio, viene presentata contemporaneamente alla versione coupé nel marzo del 1965 e va a completare la gamma delle vetture "850" della FIAT. Questa versione sportiva, per la sua struttura, va incontro alla clientela giovanile, che vuole dalla vettura prestazioni brillanti unite a una certa economicità di esercizio. A questa versione si aggiungerà poi una versione tipo "lusso" curata maggiormente e con finiture diverse che sarà venduta direttamente da Bertone. La FIAT per produrre questa piccola spider si è affidata a Bertone che, partendo dalle precedenti esperienze stilistiche fatte con la Testudo Corvair e con l'Alfa Romeo 2600, ha disegnato un'automobile originale il cui successo non si è fatto attendere. Il prezzo di listino è stato subito interessante: 1.050.000 lire per cui subito economica nell'acquisto e poi nella gestione; la presentazione avvenne al salone dell'automobile di Ginevra del 1965 e l'auto venne messa in commercio nel medesimo anno, con una gamma di colori molto varia: rosso, verde scuro, azzurro, beige, nero e grigio chiaro; registrando immediatamente ottimi dati di vendita in Italia, in Europa e, soprattutto, negli Stati Uniti, dove venne battezzata "Little Ferrari".

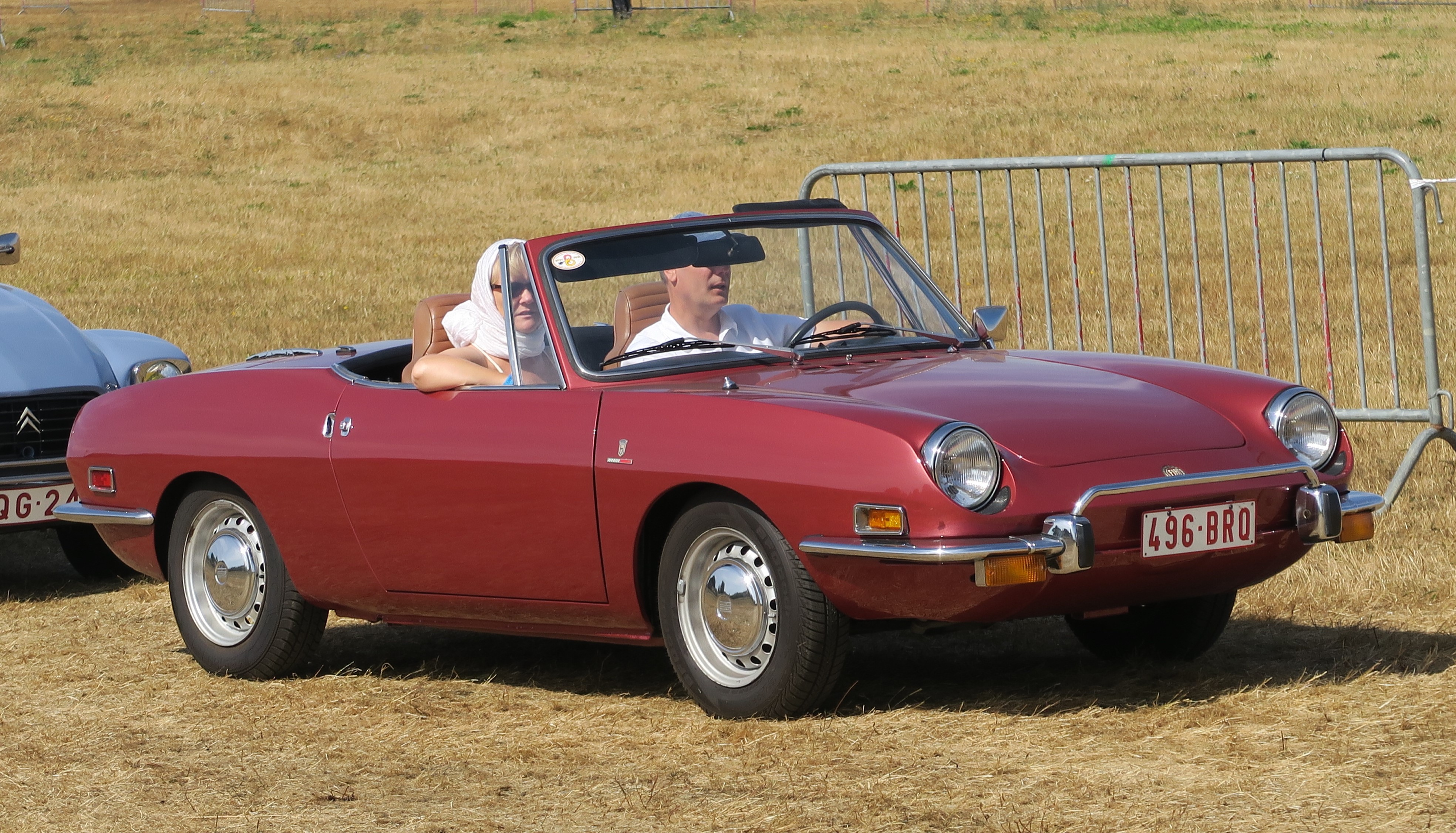
Fiat 850 Spider America

Per quest'ultimo paese ne venne realizzata un'apposita versione America che prevedeva l'adozione di accorgimenti particolari per la sicurezza, introdotti soltanto molti anni dopo nel vecchio continente, come i fanalini bianchi per la retromarcia, vistose luci rettangolari in corrispondenza dei paraurti anteriori e posteriori, un paraurti anteriore sagomato da rally e sedili dotati di poggiatesta raccordati con lo schienale. 
La Fiat 850 Spider segnò un momento felice per gli automobilisti italiani, nel 1965 la voglia di evasione, la gioia di vivere, il brio, il desiderio di contatto con la natura, insomma il bello delle spider arrivò alla portata di moltissimi automobilisti sino a quel momento frenati dagli alti prezzi delle concorrenti più blasonate.
La prima versione della 850 Spider venne progettata e assemblata dalla Bertone; per il design del frontale, con i caratteristici fari inclinati, la Fiat 850 spider dal punto di vista estetico si ispirava chiaramente alla spettacolare linea del prototipo "Testudo", realizzato dall'azienda di Grugliasco nel 1963. Questa somiglianza aumenta il valore del suo creatore: Bertone, confermando il fatto che non faceva sterili esercizi di fantascienza progettando prototipi irrealizzabili, ma cercava soluzioni estetiche applicabili alla produzione di serie. La critica dell'epoca la definì un po' pretenziosa in rapporto alla cilindrata.

## La vettura

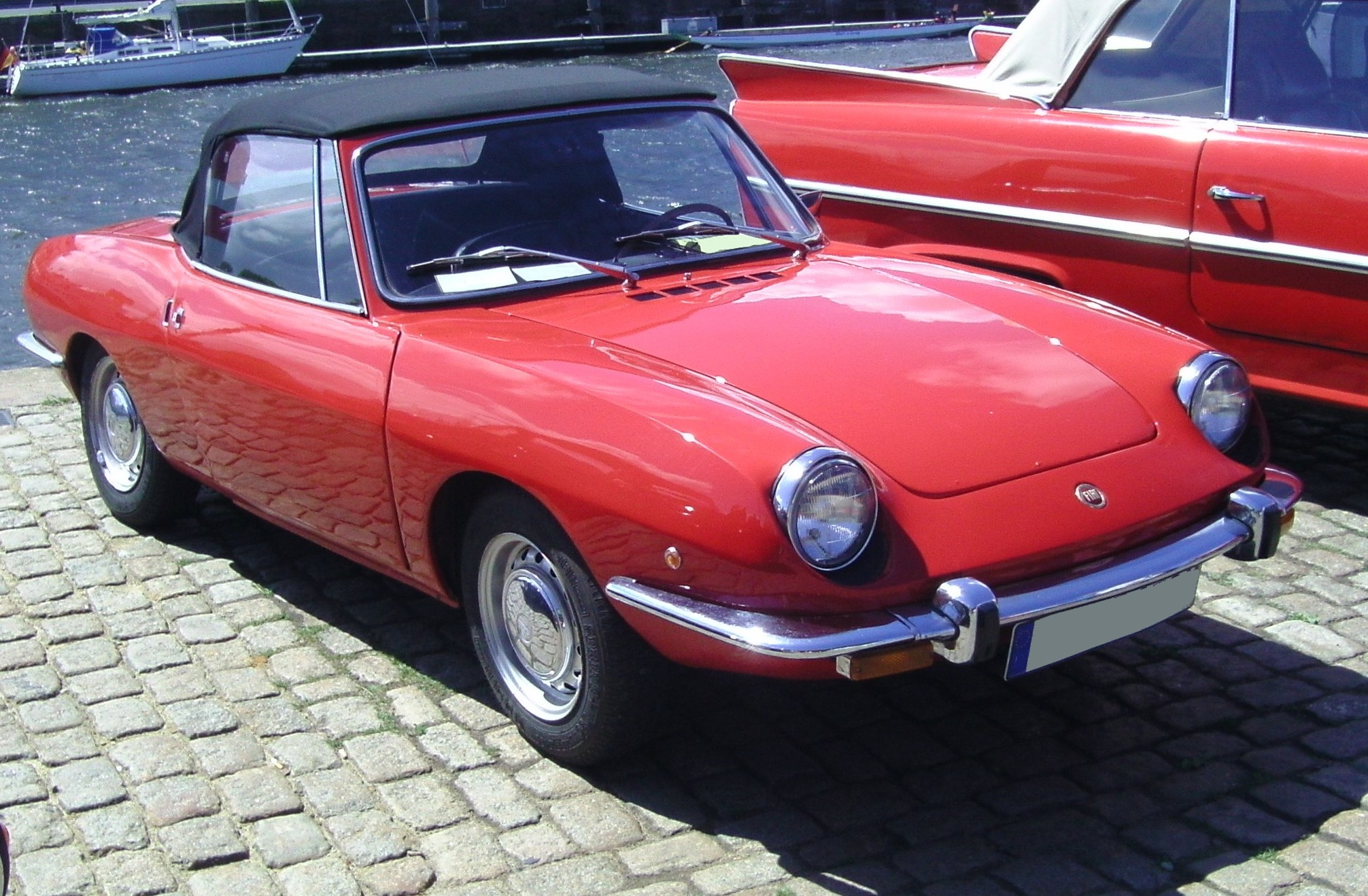
Fiat 850 Sport Spider 2ª serie

La motorizzazione del modello prima serie prodotto dal 1965 al 1968 era la stessa della Fiat 850 berlina ma con potenza maggiorata in 49 cv a 6.500 giri/min e velocità massima di 145 km/h; una novità molto importante riguardava i freni a disco anteriori, invece dei tamburi sulle quattro ruote, come nel modello da cui derivava e dal giunto cardanico sul piantone dello sterzo.
Dal 1968 venne messa in vendita la seconda serie, con il propulsore aumentato a 903 cm³ e 3 cv in più di potenza. Stilisticamente vennero cambiati i fari, inseriti verticalmente in una scalfatura per adeguarsi alla normativa vigente, le luci di posizione situate sotto al paraurti e non sopra come nel modello della prima serie e nei paraurti vennero applicati due rostri gommati come nella versione coupé.